# がんばれモビー
がんばれモビー（原題 : Moby Dick）は、アメリカ合衆国のテレビアニメ、製作はハンナ・バーベラ・プロダクション。アメリカでは1967年9月9日から1968年1月6日までCBSで放送された。日本では1969年10月12日から12月7日までNHK総合テレビの少年映画劇場で放送された。
アメリカでは「Moby Dick and Mighty Mightor」という番組枠があり、「アストロ超人ジャンボ」（原題 - Mighty Mightor）の中間として放送されたのが本作だったという。こちらは1970年6月12日から9月25日まで東京12チャンネル（現・テレビ東京）で毎週金曜 19:00 - 19:30（日本時間）に放送されたことがある。

## がんばれモビー

### キャラクター
モビー
声 - ドン・メシック、山本嘉子（日本語吹き替え版）
白いくじら。
スクービー
声 - ドン・メシック
ペットのアザラシ。
トム
声 - ボビー・レスニック
若き少年の旅人。
タブ
声 - バリー・バルキン
もう1人の旅人。

### 各話リスト
| 話数 | 邦題                   | 原題                                  | 日本放送日      |
| ---- | ---------------------- | ------------------------------------- | --------------- |
| 1    | 海底地震エビガニ怪獣   |                                       | 1969年 10月12日 |
| 2    | 氷山の怪人貝の円盤     | The Iceberg MonsterThe Saucers Shells | 10月19日        |
| 3    | 大怪魚水中こうもり     |                                       | 10月26日        |
| 4    | 電気ダコ王子を救え     |                                       | 11月2日         |
| 5    | 水中円盤スポンジ怪獣   |                                       | 11月9日         |
| 6    | 船の墓場人食いカマス   |                                       | 11月16日        |
| 7    | バリケード光線たこ部隊 |                                       | 11月23日        |
| 8    | むかでロボット砂の怪獣 | ?The Sand Creatures                   | 11月30日        |
| 9    | 地球侵略軍光の壁       |                                       | 12月7日         |

邦題不明のエピソード
- The Sinister Sea Saucer
- The Electrofying Shoctopus
- The Crab Creatures
- The Sea Monster
- The Undersea World
- The Aqua-Bats
- The Shark Men
- Moraya, the Eel Queen
- Toadus, Ruler of the Dead Ships
- The Cereb-Men
- The Vortex Trap
- The Sea Ark
- The Shimmering Screen
- Soodak the Invader
- The Iguana Men

## アストロ超人ジャンボ

### キャラクター
ジャンボ (Tor)
声 - ポール・スチュアート
先史時代のスーパーヒーロー
Tog
声 - ポール・スチュアート
恐竜、ジャンボのペット。
Shana
声 - パッシー・ガレット
ジャンボのガールフレンド
Li'l Rock
声 - ノーマ・マクミラン
ジャンボの兄弟
Chief Pondo
声 - ジョン・スティーブンソン

### 日本語版主題歌
『アストロ超人ジャンボ』
- 作詞：名村宏 / 作曲：小町昭 / 歌：竹田杉樹、キング男声合唱団

## その他の出演
- スペース・プレイヤーズ - モビーとジャンボが登場